# 이케르 로메로
이케르 로메로 페르난데스(스페인어: Iker Romero Fernández, 1980년 6월 15일 ~ )는 스페인의 은퇴한 핸드볼 선수로 현역 시절 포지션은 레프트백이다.